# Rajd San Remo 2008
Rezultaty Rajdu San Remo (50. Rallye Sanremo 2008), eliminacji Intercontinental Rally Challenge w 2008 roku, który odbył się w dniach 26 września - 28 września. Była to ósma runda IRC w tamtym roku oraz piąta asfaltowa, a także dziewiąta w mistrzostwach Włoch. Bazą rajdu było miasto San Remo. Zwycięzcami rajdu została włoska załoga Giandomenico Basso i Mitia Dotta jadąca Fiatem Abarth Grande Punto S2000. Wyprzedzili oni Francuzów Nicolasa Vouilloza i Nicolasa Klingera oraz rodaków Lucę Rossettiego i Matteo Chiarcossiego. Obie te załogi jechały Peugeotem 207 S2000.
Rajdu nie ukończyło 42 kierowców. Odpadli z niego między innymi: Włosi Andrea Navarra (Fiat Abarth Grande Punto S2000, awaria skrzyni biegów na 4. oesie) i Elwis Chentre (Citroën C2 S1600, wypadek na drodze dojazdowej do 12. oesu) Francuz Didier Auriol (Fiat Abarth Grande Punto S2000, awaria skrzyni biegów na 4. oesie) i Alessandro Broccoli z San Marino (Renault Clio R3, wypadek na 8. oesie).

## Klasyfikacja ostateczna
| Miejsce                             | Zawodnik                 | Pilot                    | Samochód                       | Czas                     | Strata                   | Punkty                   |
| IRC (punktowane pozycje)            | IRC (punktowane pozycje) | IRC (punktowane pozycje) | IRC (punktowane pozycje)       | IRC (punktowane pozycje) | IRC (punktowane pozycje) | IRC (punktowane pozycje) |
| ----------------------------------- | ------------------------ | ------------------------ | ------------------------------ | ------------------------ | ------------------------ | ------------------------ |
| 1.                                  | Giandomenico Basso       | Mitia Dotta              | Fiat Abarth Grande Punto S2000 | 2:56:25.4                |                          | 10                       |
| 2.                                  | Nicolas Vouilloz         | Nicolas Klinger          | Peugeot 207 S2000              | 2:57:08.0                | +42.6                    | 8                        |
| 3.                                  | Luca Rossetti            | Matteo Chiarcossi        | Peugeot 207 S2000              | 2:57:34.7                | +1:09.3                  | 6                        |
| 4.                                  | Renato Travaglia         | Lorenzo Granai           | Fiat Abarth Grande Punto S2000 | 2:58:46.3                | +2:20.9                  | 5                        |
| 5.                                  | Freddy Loix              | Robin Buysmans           | Peugeot 207 S2000              | 2:59:30.2                | +3:04.8                  | 4                        |
| 6.                                  | Alessandro Perico        | Fabrizio Carrara         | Peugeot 207 S2000              | 3:01:00.8                | +4:35.4                  | 3                        |
| 7.                                  | Luca Cantamessa          | Piercarlo Capolongo      | Peugeot 207 S2000              | 3:02:09.6                | +5:44.2                  | 2                        |
| 8. (9.)                             | Anton Alén               | Timo Alanne              | Fiat Abarth Grande Punto S2000 | 3:02:26.5                | +6:01.1                  | 1                        |
| Mistrzostwa Włoch (pierwsza trójka) |                          |                          |                                |                          |                          |                          |
| 1. (1.)                             | Giandomenico Basso       | Mitia Dotta              | Fiat Abarth Grande Punto S2000 | 2:56:25.4                |                          |                          |
| 2. (2.)                             | Nicolas Vouilloz         | Nicolas Klinger          | Peugeot 207 S2000              | 2:57:08.0                | +42.6                    |                          |
| 3. (3.)                             | Luca Rossetti            | Matteo Chiarcossi        | Peugeot 207 S2000              | 2:57:34.7                | +1:09.3                  |                          |

## Zwycięzcy odcinków specjalnych
| Dzień      | Odcinek | G. rozp. | Nazwa            | Długość | Zwycięzca                           | Czas    | Lider rajdu        |
| ---------- | ------- | -------- | ---------------- | ------- | ----------------------------------- | ------- | ------------------ |
| 1 (25 WRZ) | SS1     | 18:09    | Vignai           | 15.42km | Umberto Scandola                    | 10:35.0 | Umberto Scandola   |
| 1 (25 WRZ) | SS2     | 18:32    | Baiardo          | 10.23km | Umberto Scandola                    | 7:16.3  | Umberto Scandola   |
| 1 (25 WRZ) | SS3     | 19:09    | Bignone          | 10.67km | Nicolas Vouilloz Giandomenico Basso | 7:02.6  | Umberto Scandola   |
| 1 (25 WRZ) | SS4     | 22:59    | Ronde            | 59.99km | Giandomenico Basso                  | 40:57.3 | Giandomenico Basso |
| 2 (26 WRZ) | SS5     | 07:59    | Monte Ceppo 1    | 24.97km | Giandomenico Basso                  | 17:21.3 | Giandomenico Basso |
| 2 (26 WRZ) | SS6     | 08:58    | San Romolo 1     | 12.91km | Giandomenico Basso                  | 8:23.2  | Giandomenico Basso |
| 2 (26 WRZ) | SS7     | 10:56    | Monte Ceppo 2    | 24.97km | Giandomenico Basso                  | 17:24.4 | Giandomenico Basso |
| 2 (26 WRZ) | SS8     | 11:55    | San Romolo 2     | 12.91km | Nicolas Vouilloz                    | 8:22.2  | Giandomenico Basso |
| 3 (27 WRZ) | SS9     | 09:11    | San Bartolomeo 1 | 20.67km | Nicolas Vouilloz                    | 12:28.1 | Giandomenico Basso |
| 3 (27 WRZ) | SS10    | 09:53    | Passo Teglia 1   | 22.55km | Nicolas Vouilloz                    | 16:36.9 | Giandomenico Basso |
| 3 (27 WRZ) | SS11    | 12:42    | San Bartolomeo 2 | 20.67km | Giandomenico Basso                  | 12:19.2 | Giandomenico Basso |
| 3 (27 WRZ) | SS12    | 13:24    | Passo Teglia 2   | 22.55km | Nicolas Vouilloz                    | 16:44.5 | Giandomenico Basso |